# Blacas d'Aulps
Blacas d'Aulps (vers 1160 - 1237) fou un trobador provençal; se'l cita com el tipus més perfecte d'aquells nobles barons, galants, braus i fastuosos.
L'armà cavaller Huguet de Sabra. Prengué part en diverses Croades, batent-se amb gran valentia. En les seves poesies va descriure els costums cavallerescos del seu temps, i fou tan famós per les seves obres com per la generosa protecció que dispensà als poetes i savis.
Només resta alguna de les seves composicions, tençons en la seva majoria; la més antiga és la que va sostenir amb Peirol abans de la Croada de 1190. Després de mort, Sordello li dedicà un planh, que es va fer cèlebre. També Bertran d'Alamanon li va dedicar un planh.

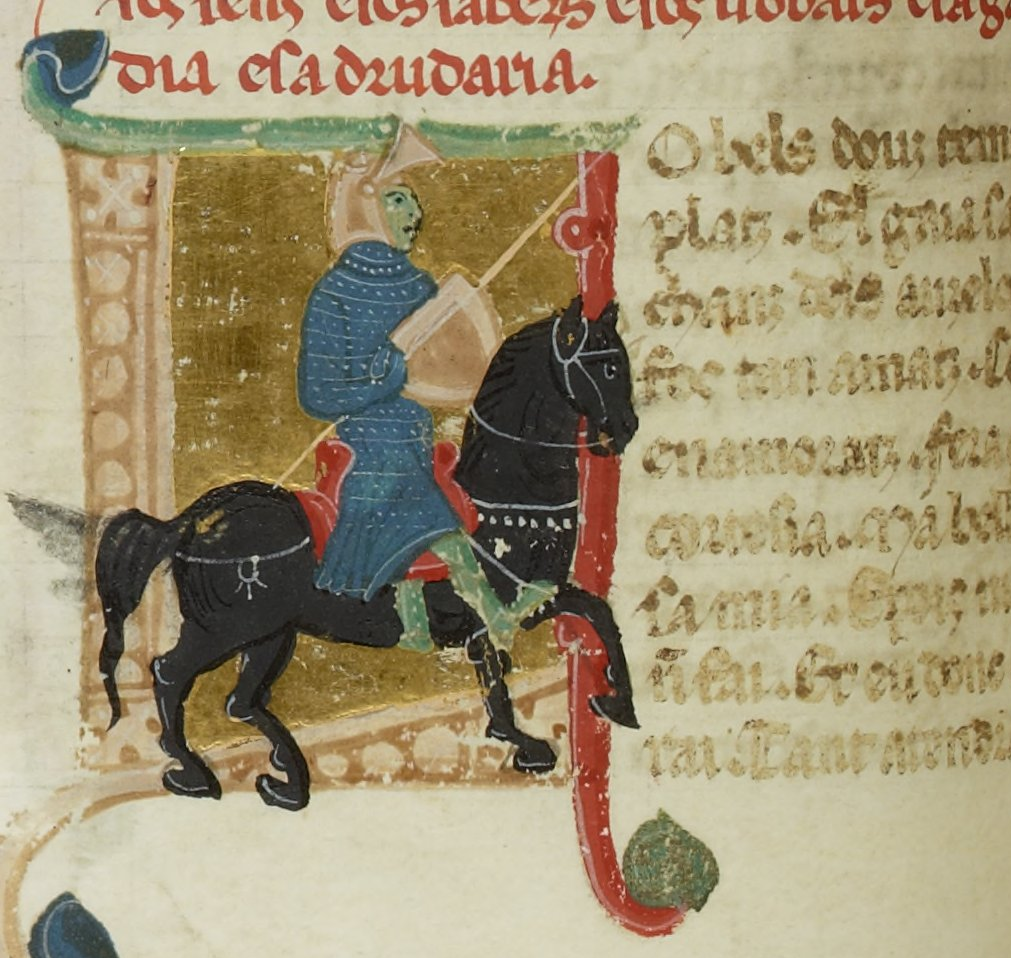
Blacas d'Aulps en el cançoner I; BnF ms. 854 fol. 108v

En el Répertoire des sources historiques du moyen âge, d'Ulysse Chevalier, s'hi troben obres dels trobadors provençals, entre ells de Blacas d'Aulps i el seu fill Blacas.

### Repertoris
- Alfred Pillet / Henry Carstens, Bibliographie der Troubadours von Dr. Alfred Pillet […] ergänzt, weitergeführt und herausgegeben von Dr. Henry Carstens. Halle : Niemeyer, 1933 [Blacas d'Aulps és el número PC 97]
- Guido Favati (editor), Le biografie trovadoriche, testi provenzali dei secc. XIII e XIV, Bologna, Palmaverde, 1961, pàg. 328
- Martí de Riquer, Vidas y retratos de trovadores. Textos y miniaturas del siglo XIII, Barcelona, Círculo de Lectores, 1995 p. 259-260 [Reproducció de la vida, amb traducció a l'espanyol, i miniatures dels cançoners I i K]
- Enciclopèdia Espasa Volum núm. 8, pàg. 1040 (ISBN 84-239-4508-1)